# Percnobracon rugosus
Percnobracon rugosus är en stekelart som beskrevs av Martinez 2006. Percnobracon rugosus ingår i släktet Percnobracon och familjen bracksteklar. Inga underarter finns listade i Catalogue of Life.